# Niger
Pour les articles homonymes, voir Niger (homonymie).
Ne doit pas être confondu avec Nigeria.
 (décembre 2024).
République du Niger
Le Niger, en forme longue la république du Niger, est un pays d'Afrique de l'Ouest, situé entre la Libye au nord-est, le Tchad à l'est, le Nigeria au sud, le Bénin au sud-ouest, le Burkina Faso à l'ouest-sud-ouest, le Mali à l'ouest et l'Algérie au nord-ouest. La capitale est Niamey. Les habitants sont les Nigériens et les Nigériennes. La surface du pays est largement recouverte par le Sahara et le Sahel.
À l'époque précoloniale, l'actuel territoire du Niger est occupé par le sultanat du Damagaram, un État esclavagiste vivant de razzias sur ses voisins du sud et de l'approvisionnement en esclaves de la traite orientale. Il est vaincu par la France en 1899 qui s'installe à Zinder en 1900. La partie sud du territoire de l'actuel Niger est progressivement conquise, ce qui aboutit à la création du territoire militaire du Niger d'abord centré autour de Zinder, puis de Niamey, avant enfin d'atteindre sa superficie actuelle. La colonisation achevée, le territoire devient une colonie distincte intégrée à l'Afrique-Occidentale française en 1922 et obtient son indépendance en 1960. Depuis, le pays a connu cinq coups d'État et quatre périodes de régime militaire. Après le coup d'État de 2010, la constitution de la septième République est promulguée le 25 novembre 2010 après un referendum, et le Niger devient une république unitaire, démocratique et multipartite avec un régime semi-présidentiel. En 2023, un nouveau coup d'État se déroule, et le pays est à nouveau sous une dictature militaire, celle du Conseil national pour la sauvegarde de la patrie.
Le pays est multiethnique et constitue une terre de contact entre l'Afrique subsaharienne et l'Afrique du Nord. Les Haoussas constituent la plus grande ethnie et représentent plus de la moitié de la population. Bien que séculier, l'islam est la religion dominante, et est pratiqué par près de 100 % de la population. La langue nationale est le haoussa.
Les plus importantes ressources naturelles du Niger sont l'or, le fer, le charbon, l'uranium et le pétrole.

## Histoire
L'occupation humaine de la région remonte au Néolithique (présence de peintures rupestres dans des grottes du massif de l'Aïr, objets en pierres taillées jonchant le sable) ; bien plus tard des objets datant au moins du VIIIe millénaire av. J.-C. (céramiques du massif de l'Aïr) ont été retrouvés ; un cimetière du IIIe millénaire av. J.-C. a été découvert en 2005 dans le désert du Ténéré. Au VIIe siècle l'Empire songhaï se constitue. La capitale de l'Empire est, à partir du Xe siècle, Gao. La région devient musulmane au début du XIe siècle, lorsque les rois de Koukia se convertissent à l'islam. En 1591, l'Empire est défait par les Saadiens. Entre les XVIIe et XIXe siècles, les Touaregs et les Peuls contrôlent une partie du pays et, bien avant cette date, les Haoussas dominent sa partie sud.
La zone est conquise par les Français en 1890, la frontière franco-anglaise (ligne Say-Barroua), est reportée plus au nord par la Convention franco-britannique de 1898. Trois missions françaises (Fourau-Lamy au Sahara, Voulet-Chanoine puis Joalland-Meynier par l'ouest, Émile Gentil à partir du royaume du Kongo), lancées cette même année, se rejoignent en avril 1900 à Kousséri et y détruisent les forces du chef Rabah, unissant l'ensemble des possessions françaises d'Afrique. Conquête militaire française depuis 1900, le Niger malgré de nombreuses résistances est forcé en colonie le 13 octobre 1922, à l'intérieur de l'Afrique-Occidentale française ; déclarée membre de la Communauté française en décembre 1958, la république est déclarée indépendante depuis le 3 août 1960.
La région est frappée par la famine en 1931, provoquant la mort de 20 à 25 % de la population.

### De 1960 à 1999
Le Niger est alors gouverné par le président Hamani Diori dans un système de parti civil unique.
En 1974, un coup d'État mené par le lieutenant-colonel Seyni Kountché renverse le pouvoir civil. Ce dernier dirige le pays avec un petit groupe de militaires jusqu'à sa mort en 1987. Son chef d'état-major, le colonel Ali Saibou, lui succède, relâche certains prisonniers politiques, libéralise la législation et la politique nigérienne et promulgue en septembre 1989 une nouvelle Constitution.
Des élections générales ont lieu le 12 décembre 1989 pour élire un président et une Assemblée nationale. Il s'agit des premières élections depuis 1970. Cependant, dans le cadre d'un État à parti unique avec le Mouvement national pour la société du développement comme seul parti légal, son leader, le président sortant Ali Saibou, est élu sans opposition avec un taux de participation de 95,1 %, et le parti remporte les 93 sièges de l'Assemblée.
Toutefois, face aux demandes de la société civile en faveur de l'institution d'un régime démocratique et multipartite, le régime finit par les accepter à la fin de l'année 1990. De nouveaux partis et mouvements civiques font leur apparition et une conférence nationale pour la paix civile est organisée en juillet 1991. Elle aboutit à l'abrogation de la Charte nationale, la dissolution de l'Assemblée nationale et du gouvernement. Un gouvernement de transition vers la démocratie voit le jour. Amadou Cheiffou est désigné Premier ministre en octobre 1991. Une rébellion touarègue agite une partie du pays.
En avril 1993, Mahamane Ousmane devient président après une élection considérée comme démocratique. Si l'économie va en se dégradant, certaines réalisations sont à souligner, comme l'organisation réussie d'un référendum constitutionnel, l'adoption d'un code électoral ainsi que celle d'un code rural et enfin la tenue d'une série d'élections libres, dans un climat pacifié et sur tout le territoire. La liberté de la presse permet alors l'éclosion de nombreux journaux indépendants.
Les résultats des élections législatives de 1995 aboutissent à la cohabitation entre le président et son rival, ancien Premier ministre, et in fine à la paralysie gouvernementale. Le colonel Ibrahim Baré Maïnassara met en place le Conseil de salut national en 1996 et prend la tête d'une transition de six mois pour rédiger la constitution pour une Quatrième République. Baré organise l'élection présidentielle en juillet de la même année mais, alors que le processus de vote est en cours, remplace les membres de la Commission électorale et se fait déclarer vainqueur par cette dernière. Les élections législatives truquées de novembre suivant lui donnent une majorité de 57 % des sièges. Ce coup de force éloigne les donateurs étrangers, poussant le président Baré à rechercher l'aide de la Libye pour soutenir l'économie nigérienne. Parallèlement, on assiste à des violations répétées des droits de l'homme.
Cependant, il reste alors un point positif de ces journées de conférence nationale de 1991. L'initiative entamée pour rechercher la paix avec la première rébellion touarègue et touboue permet la signature d'un accord de paix en avril 1995. Les Touaregs revendiquent une plus grande autonomie sur leur territoire, ainsi que des retombées économiques des activités minières qui s'effectuent sur leur territoire. Ils réclament des emplois dans ces mines par exemple. Il s'agit également de revendications sociales et politiques. Les Touaregs dénoncent leur marginalisation et demandent une plus grande autonomie au pouvoir en place. Le gouvernement nigérien répondit par les armes, via l'armée nationale.

### De 1999 à 2009
Le 9 avril 1999, Ibrahim Baré Maïnassara est tué dans un coup d'État mené par le commandant Daouda Malam Wanké, qui établit un régime de transition pour un retour à la démocratie. Lors des élections législatives et présidentielle d'octobre et novembre 1999, la coalition du Mouvement national pour la société du développement (MNSD) et de la Convention démocratique et sociale (CDS), menée par Mamadou Tandja, gagne les élections,.
La nouvelle Constitution du Niger est approuvée en juillet 1999. Elle restaure le régime semi-présidentiel de la Constitution de 1992 où le président est élu au suffrage universel pour cinq ans et nomme le Premier ministre avec lequel il partage le pouvoir exécutif. L'Assemblée nationale, pour suivre l'évolution démographique du pays, voit ses effectifs monter à 171 députés, également élus pour cinq ans selon un scrutin majoritaire.
Le nouveau pouvoir doit affronter une mutinerie militaire en août 2002 dans le Sud-Est du pays. L'état d'urgence est déclaré mais les mutins sont rapidement ramenés dans leurs casernes ou arrêtés par les troupes fidèles au gouvernement,.

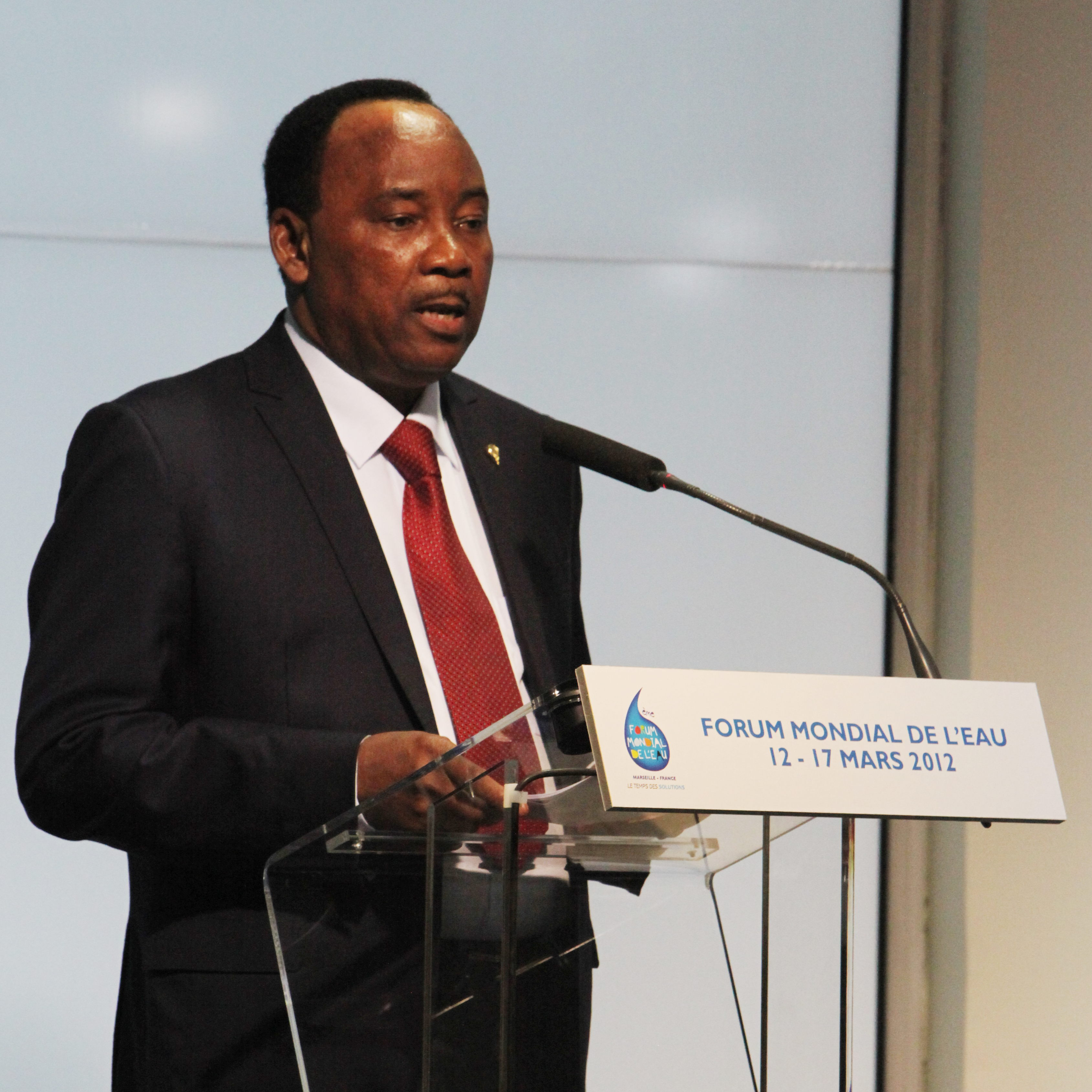
Mahamadou Issoufou, ancien président du Niger.

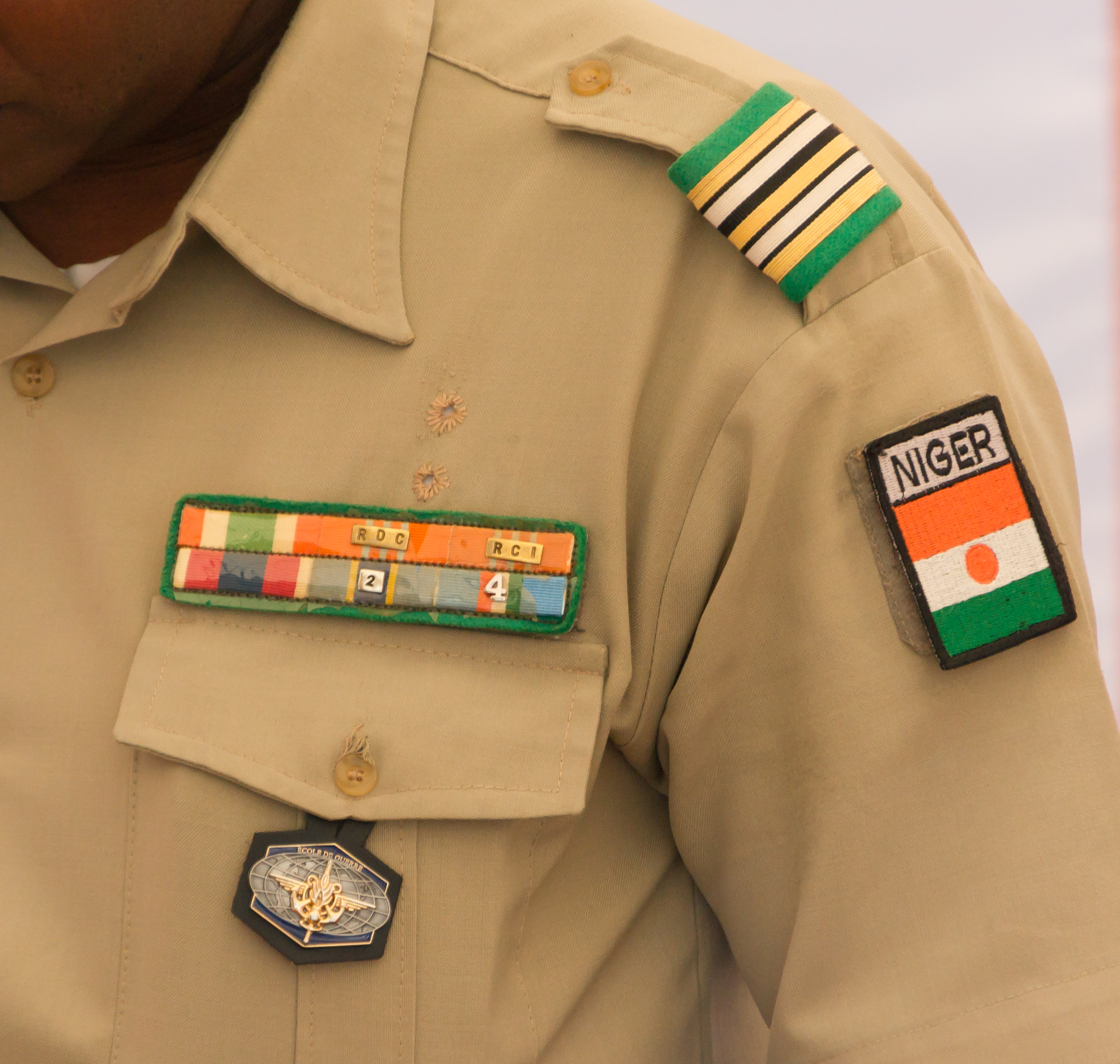
Un lieutenant-colonel des Forces armées du Niger.

La législature élue en décembre 2004 accueille sept partis politiques différents. Mamadou Tandja est réélu président en décembre 2004 et choisit de nouveau Hama Amadou comme Premier ministre. Mahamane Ousmane, à la tête de la CDS, est réélu Président de l'Assemblée nationale par ses pairs.
En juin 2007, Seyni Oumarou est nommé Premier ministre après une motion de censure qui renverse le gouvernement Hama Amadou. Mais de 2007 à 2008, une seconde rébellion touarègue a lieu au nord du Niger, aggravant les perspectives économiques du pays et refermant à nouveau la page des progrès politiques.
Le 4 août 2009, le président Mamadou Tandja réussit son coup de force lors du référendum constitutionnel décrété illégal par la Cour constitutionnelle et contesté par l'opposition politique. Ce référendum vise à autoriser le remplacement de la constitution nigérienne. Les deux grands changements qu'il engendre sont la non limitation du nombre de mandats présidentiels et le passage d'un régime semi-présidentiel à un régime présidentiel. Mamadou Tandja bénéficie d'une extension exceptionnelle de son mandat de 3 ans pour « achever les chantiers entrepris ». La tenue du référendum est précédée et suivie de grandes manifestations et contestations.

### Depuis 2009
Le coup d'État du 18 février 2010 est organisé dans la capitale Niamey aux abords du palais présidentiel. Les insurgés placent le président en état d'arrestation et un Conseil suprême pour la restauration de la démocratie (CSRD) est mis en place, sous la présidence de Salou Djibo, chef d'escadron de l'armée nigérienne. Le lundi 1er mars 2010, le Conseil suprême pour la restauration de la démocratie présente un gouvernement de 20 membres parmi lesquels figurent cinq militaires. Mahamadou Danda est nommé Premier ministre. La Septième République est proclamée par le chef de la transition le 25 novembre 2010.
Après des élections reconnues libres et transparentes par les différents observateurs, en mars et avril 2011, Mahamadou Issoufou prête serment le jeudi 7 avril 2011. Il nomme le même jour Brigi Rafini au poste de Premier ministre.
Mahamadou Issoufou est réélu lors de l'élection présidentielle de mars 2016 pour un second mandat à la présidence de la république. Il obtient 92,51 % des suffrages exprimés, l'opposition ayant boycotté l'élection. Son principal opposant, Hama Amadou, doit s'exiler en France,.
Mais la situation sécuritaire continue à se dégrader dans le Sahel, aux frontières avec le Mali, le Burkina Faso et le Nigeria,,.

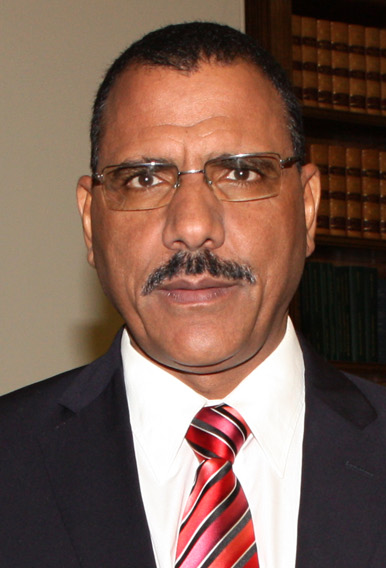
Mohamed Bazoum, président du Niger de 2021 à 2023.

Lors du premier tour de l'élection présidentielle le 27 décembre 2020, Mohamed Bazoum obtient 39,33 % des voix, suivi par l'ancien président Mahamane Ousmane qui recueille 16,99 % des votes. Le second tour se tient le 21 février 2021 et est remporté par Mohamed Bazoum avec 55,75 % des suffrages, selon des résultats provisoires.
Début mars 2022, Médecins sans frontières révèle que le Niger fait face à une crise alimentaire de grande ampleur. Une situation en lien direct avec la pandémie de Covid-19 qui a fragilisé les économies locales, le manque de précipitations et l'insécurité croissante dans de nombreuses régions du pays.
En avril 2022, le président Mohamed Bazoum annonce avoir négocié la libération de sept terroristes, dont des membres de Boko Haram, dans le but « d'ouvrir le dialogue » avec les organisations jihadistes afin d'obtenir la paix dans son pays.
Le 22 juin 2023, l'Assemblée nationale adopte un nouvel hymne pour remplacer La Nigérienne, qui était utilisé depuis l'indépendance et dont les paroles étaient critiquées. Ce nouvel hymne se nomme Pour l'honneur de la patrie.

### Coup d'État de 2023
Dans la nuit du 26 au 27 juillet 2023, un coup d'État, condamné par la communauté internationale, est organisé par des militaires de la garde présidentielle. Le président Mohamed Bazoum est pris en otage,, destitué et les institutions politiques ainsi que la Constitution sont suspendues. Le Conseil national pour la sauvegarde de la patrie (CNSP) prend le pouvoir. Le général Abdourahamane Tiani, le chef de la garde présidentielle depuis 2011, s'autoproclame chef de l'État,. Mohamed Bazoum, qui a refusé de démissionner, est retenu captif dans sa résidence avec sa femme et son fils dans des conditions dénoncées par l'ONU, en dépit des tentatives de médiation de la Communauté économique des États de l'Afrique de l'Ouest (CEDEAO), de l'Algérie, du Togo, du Tchad et des États-Unis,. 
Les dirigeants de la CEDEAO réunis le 30 juillet à Abuja en sommet spécial, ont adressé un ultimatum d'une semaine aux putschistes au Niger pour restaurer l'ordre constitutionnel, affirmant ne pas exclure un « recours à la force ». La suspension de « toutes les transactions commerciales et financières » a également été décidée. Le 6 août 2023, au terme de cet ultimatum, l'ordre constitutionnel n'est toujours pas restauré et les putschistes annoncent la fermeture de l'espace aérien nigérien en réponse à la menace d'intervention de la CEDEAO. Certains pays voisins du Niger émettent des inquiétudes quant aux conséquences d'une potentielle intervention.  Au Nigeria,  les sénateurs appellent le Président du Nigéria et de la CEDEAO Bola Tinubu à « renforcer l'option politique et diplomatique » et le président algérien Abdelmadjid Tebboune déclare qu'une intervention serait une « menace direct » pour son pays et qu'il craint que « tout le Sahel s'embrase ». 
Le 7 août 2023, les putschistes annoncent avoir nommé Ali Lamine Zeine comme Premier Ministre de Transition. La Constitution et l'Assemblée Nationale restent cependant suspendues.
Le 18 décembre 2023, dans son discours de fin d'année, Abdourahamane Tiani déclare que le CNSP va convoquer bientôt des assises dans lesquelles il « proposera des réformes nécessaires pour le futur avec une feuille de route pour la transition et un programme stratégique d'actions pour la refondation de l'Etat. »,. Cependant, aucune date n'est donnée.
En 2025, le Niger, tout comme le Burkina Faso et le Mali, quittent la Communauté économique des États de l'Afrique de l'Ouest.
Le 17 mars 2025, le Niger annonce son retrait de Organisation internationale de la francophonie.

## Politique

### Système politique
La constitution approuvée par référendum en 2010 est calquée sur celle de la France avec un système de gouvernement semi-présidentiel avec élection directe du président (tous les cinq ans). Le chef de l'État est le commandant en chef des forces armées et il dispose de pouvoirs étendus. Il nomme et révoque le gouvernement dirigé par un premier ministre. La durée du mandat est limitée à deux périodes.
Lors de l'élection présidentielle du 21 février 2020, le candidat du parti au pouvoir, Mohamed Bazoum, est élu nouveau président avec près de 56 % des voix. L'ancien président Mahamane Ousmane obtient près de 44 % des votes. Il s'agissait de la première passation démocratique du pouvoir dans le pays. Bazoum est considéré comme un adepte de son prédécesseur et représente donc la continuité plutôt qu'un véritable changement de pouvoir. Cependant, l'opposition revendique la victoire.
Le pouvoir législatif appartient à l'Assemblée nationale, un parlement monocaméral de 171 députés, également élu au suffrage direct tous les cinq ans. 158 députés sont élus au scrutin proportionnel plurinominal dans huit circonscriptions, dans lesquelles entre 6 et 32 mandats sont attribués. Les circonscriptions correspondent aux sept régions et à la capitale Niamey. Huit sièges sont réservés aux représentants des minorités nationales (un siège par circonscription), cinq sièges à la diaspora nigérienne (un siège par continent).
Lors des dernières élections législatives du 27 décembre 2020, le parti du président, le Parti nigérien pour la démocratie et le socialisme (PNDS-Tarayya), remporte 80 sièges, manquant de peu la majorité absolue. Le Mouvement démocratique nigérien pour une fédération africaine (MODEN-FA) de Hama Amadou est arrivé deuxième avec 19 sièges. Au total, 19 partis sont entrés au parlement.
Les chefs traditionnels sont soumis au contrôle de l'État. Au niveau local, ils assument entre autres des responsabilités judiciaires.
Depuis le 26 juillet 2023 et le coup d'État, la Constitution et l'Assemblée Nationale sont suspendues et le pays est sous dictature militaire et dirigé par le Conseil national pour la sauvegarde de la patrie (CNSP),.

### Subdivisions administratives
Le Niger est divisé en sept régions plus la communauté urbaine de Niamey : Agadez, Diffa, Dosso, Maradi, Niamey, Tahoua, Tillabéri, Zinder. Chaque région porte le nom de sa capitale.
| Région    | Chef-lieu | Superficie (km2) | Habitants (1.7.2019) | Carte |
| --------- | --------- | ---------------- | -------------------- | ----- |
| Agadez    | Agadez    | 667 799          | 605 629              |       |
| Diffa     | Diffa     | 156 906          | 738 021              |       |
| Dosso     | Dosso     | 33 884           | 2 634 733            |       |
| Maradi    | Maradi    | 41 796           | 4 359 398            |       |
| Niamey    | capitale  | 255              | 1 283 888            |       |
| Tahoua    | Tahoua    | 113 371          | 4 284 435            |       |
| Tillabéri | Tillabéri | 97 251           | 3 495 100            |       |
| Zinder    | Zinder    | 155 778          | 4 541 740            |       |
| Sources:  |           |                  |                      |       |

Les régions sont divisées en 63 départements depuis 2012 ayant à leur tête des préfets.
La capitale, Niamey, est composée de cinq communes.

### Politique étrangère

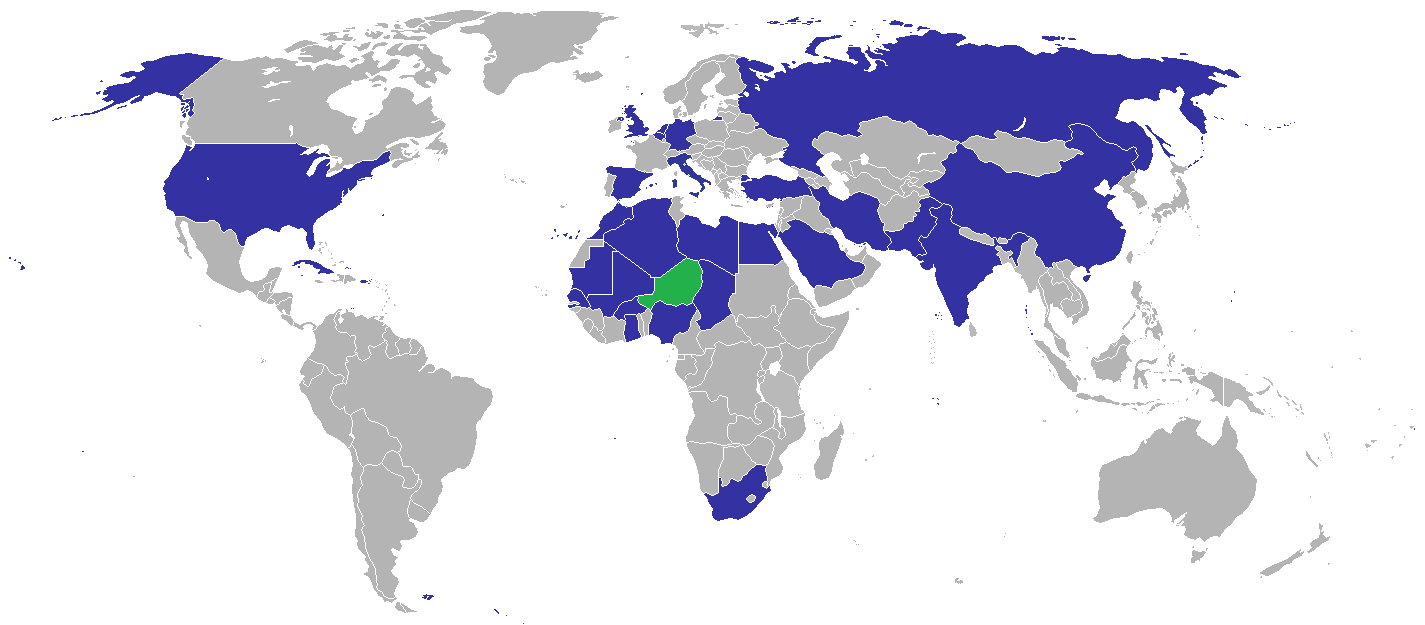
États où le Niger a établi une ambassade (bleu) ou un consulat (bleu clair).

Le Niger cherche à mettre en œuvre une politique étrangère équilibrée et à entretenir de bonnes relations avec tous les pays.
En tant que pays pauvre enclavé, il dépend de la coopération avec les pays tiers pour avoir une chance d'améliorer sa situation économique et sociale.
Pendant la guerre froide, le pays a essayé de maintenir son indépendance et sa neutralité en matière de politique étrangère et a rejoint le Mouvement des non-alignés.
Parmi les autres organisations multilatérales importantes dont le pays est membre figurent l'Union africaine, (suspendu), la Communauté économique des États de l'Afrique de l'Ouest, (suspendu), l'Organisation de la coopération islamique et l'organisation des Nations unies.
Les relations avec les États voisins de l'Afrique de l'Ouest, les pays du monde islamique, les États-Unis et la Chine sont particulièrement prioritaires pour le Niger.
Cependant, le pays partenaire le plus important reste l'ancienne puissance coloniale, la France, dont le pays a obtenu son indépendance en 1960.
La coopération avec la France repose sur une histoire, une langue et des liens économiques communs. Avec les États-Unis, la Banque mondiale et le Fonds monétaire international, la France est l'un des premiers donateurs d'aide au développement, qui finance une grande partie des dépenses publiques du pays jusqu'au putsch de juillet 2023.
Dans les relations avec les autres États de l'Union européenne et la Chine, l'accent est mis sur la coopération économique.
Le Niger espère un approfondissement des relations commerciales, de l'aide au développement et des investissements pour la poursuite du développement des gisements de matières premières du pays.
Il existe des liens culturels étroits avec les pays de l'Organisation de la coopération islamique et les pays voisins, en particulier avec le Nigéria, qui abrite une importante minorité de Haoussas, qui constitue la majorité de la population du Niger.
Les relations avec les États-Unis sont essentiellement axées sur la coopération en matière de politique de sécurité. Des soldats américains sont stationnés dans le pays pour former les troupes locales et lutter contre l'instabilité dans les régions mal contrôlées du pays.
Début 2018, quatre soldats américains ont été tués en combattant des insurgés islamistes.
Au début 2019, les États-Unis construisent une base de drones dans le pays pour de futures opérations en Afrique.

## Géographie

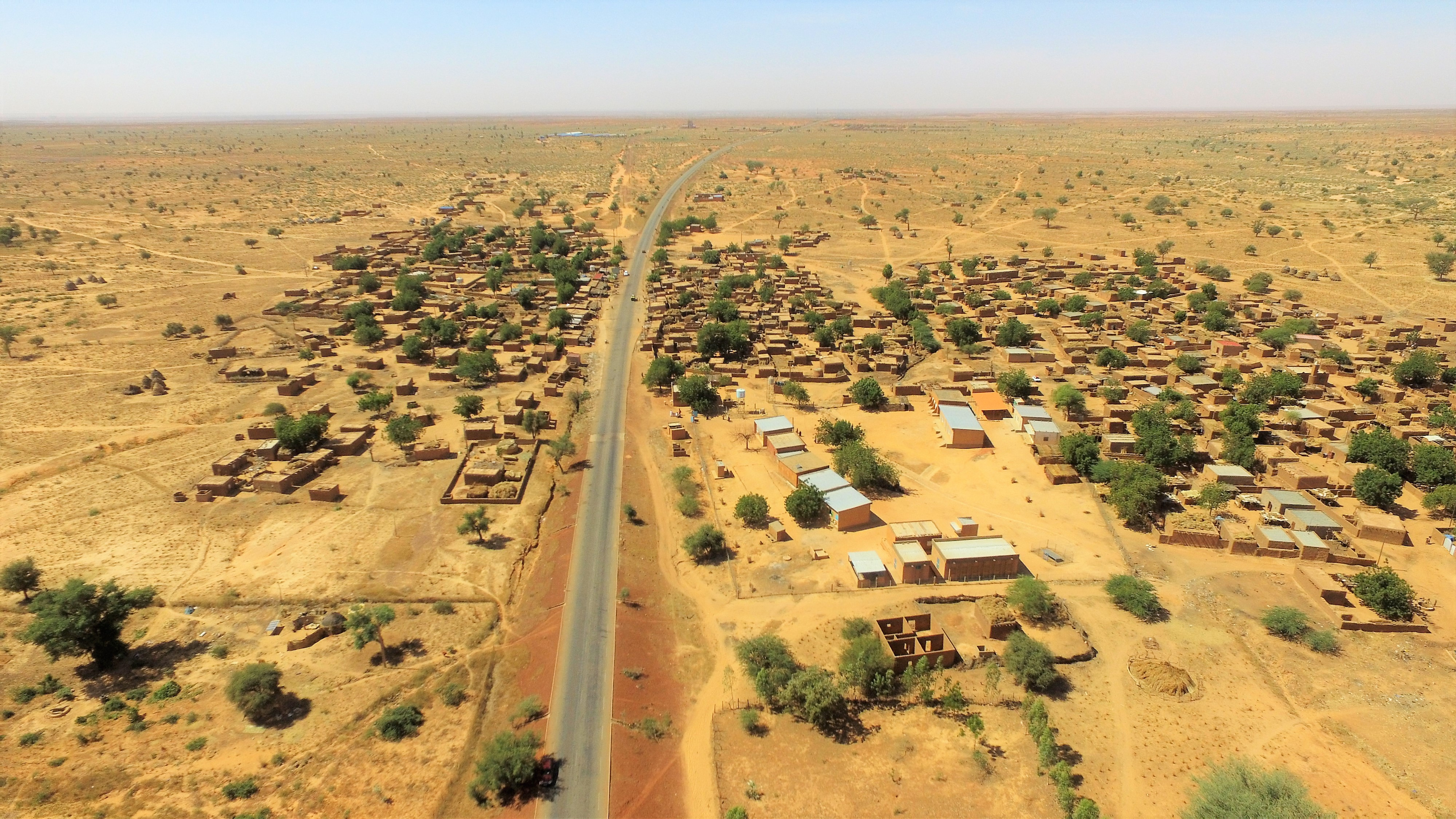
Vue aérienne de Barkiawal Béri.

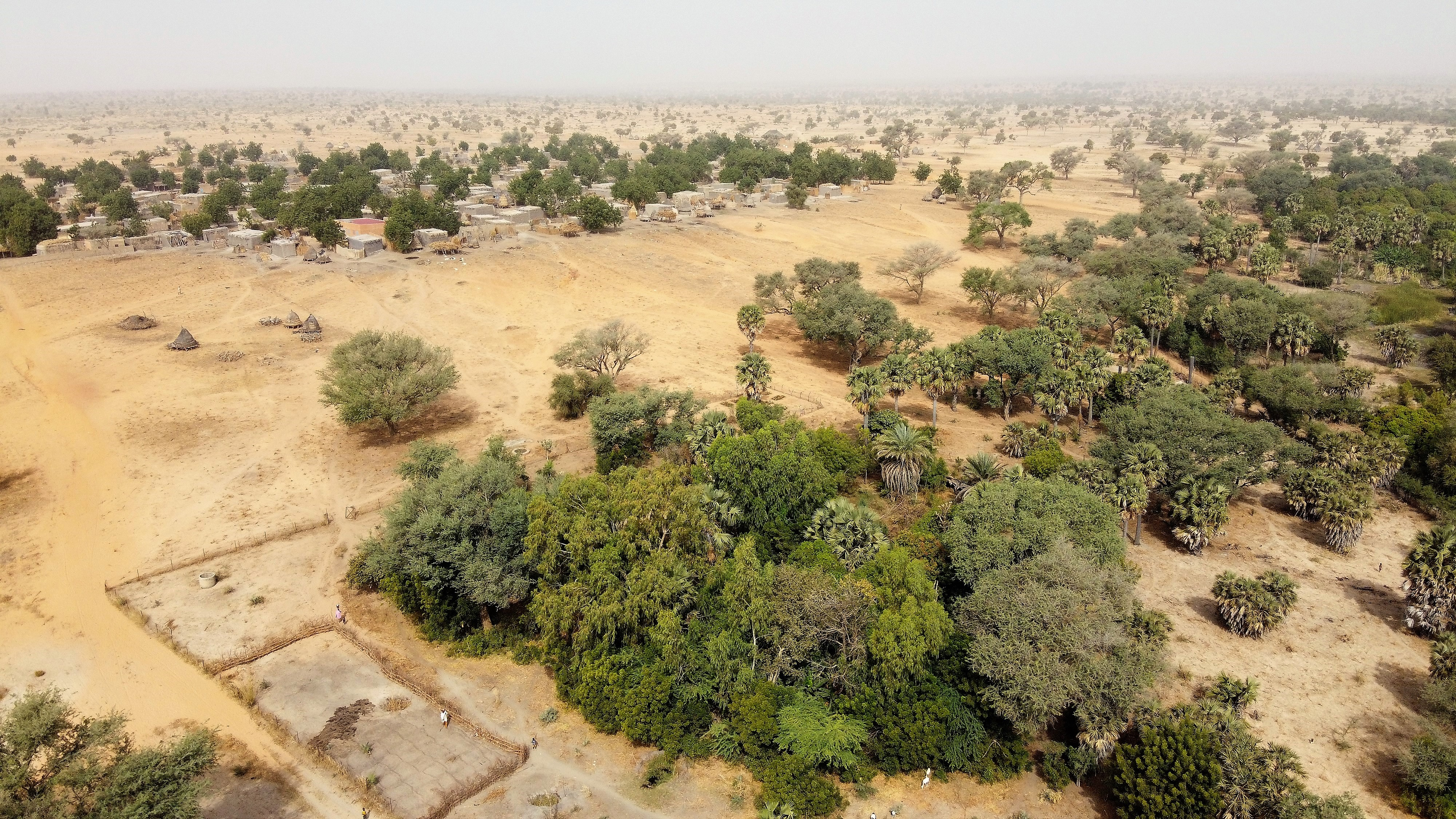
Le village de Niabéré Bella Zarma avec (au premier plan) la vallée verte du Dallol Bosso.

La situation géographique du Niger fait de lui un carrefour d'échanges entre l'Afrique du Nord et l'Afrique subsaharienne. Situé en Afrique de l'Ouest entre les parallèles 11°37 et 23°33 de latitude nord d'une part, et les méridiens 16° de longitude est et 0°10 de longitude ouest d'autre part, le Niger s'étend sur 1 267 000 km2. Il est le plus vaste des pays de l'Afrique de l'Ouest et se classe 6e à l'échelle continentale (après l'Algérie, la république démocratique du Congo, le Soudan, la Libye et le Tchad). Le Niger comprend une zone méridionale au climat de type soudanien et sud-sahélien. Au nord de la ligne Filingué-Tahoua-Tanout, elle fait place au climat nord-sahélienne, puis au climat saharien dans le Nord, le massif de l'Aïr et les plaines qui l'entourent. Le relief du pays est assez varié. La vallée du Niger a un lit semé d'îles, bordé de cuvettes, encadré de falaises gréseuses. Les régions méridionales présentent un relief tabulaire formant des plateaux latéritiques peu élevés, coupés de dépressions comme le Dallol Bosso et le Dallol Maouri, affluents desséchés du Niger : plateaux du Damergou et de l'Ader, recouverts d'une croûte latéritique s’enfonçant à l'ouest sous les grès du moyen Niger. L'Azawad est une vaste plaine ensablée, traversée de larges vallées peu profondes; l'Aïr, un ensemble de massifs rocheux coupés de vallées étroites où la vie est plus active. La partie orientale du pays, au nord du Tchad, est une région de sable : elle englobe le grand erg du Ténéré, formé de dunes vives interrompues par les dépressions argileuses du Kaouar et de l'Agram. Le Niger pénètre dans l'État auquel il donne son nom par les rapides de Labbézenga. Il ne reçoit que des affluents secondaires (Gorouol, Sirba, Goroubi, Mékrou) et sur la rive droite seulement. Les tributaires du Tchad n'intéressent que faiblement le pays; le Komadougou Yobé forme, sur 15 km, la frontière avec le Nigeria; ce n'est qu'un mince cours d'eau. Compris entièrement dans la zone de climat sahélien et Saharien, le pays a deux saisons, sèche et humide, nettement différenciées; les précipitations se raréfient vers le nord.

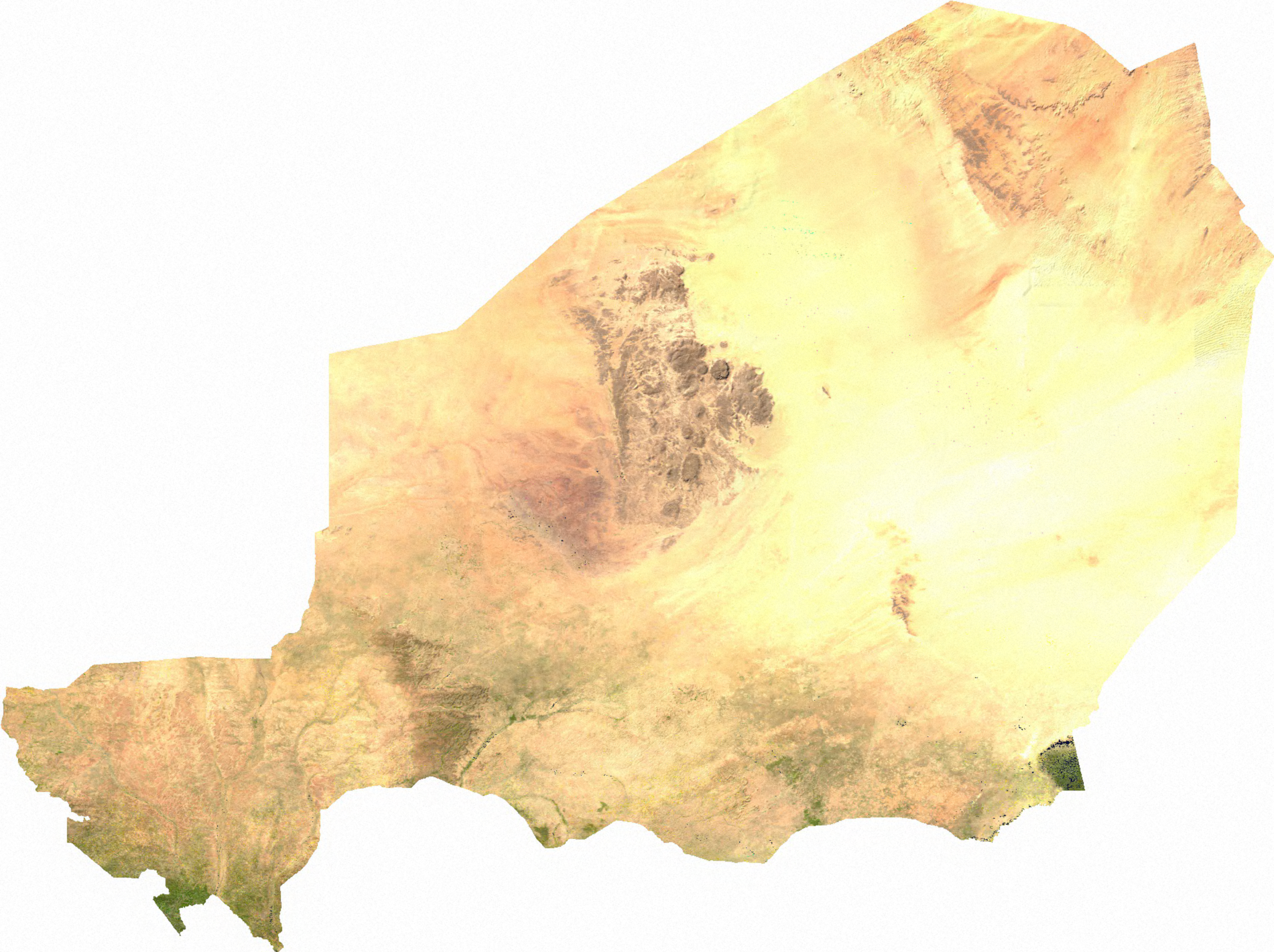
Image satellite du Niger.

Le territoire du Niger est constitué à 80 % du Sahara et du Sahel. Seule une bande au sud du pays est verte. L'accès à l'eau est un problème pour une grande partie de la population, même si des châteaux d'eau arrivent petit à petit dans les villes.
Le désert progresse de 200 000 hectares chaque année. Les programmes gouvernementaux de reforestation se heurtent aux fréquentes sécheresses et à la demande croissante en bois et en terres agricoles. Depuis 1990, la forêt a perdu un tiers de sa surface et ne couvre plus que 1 % du pays. 8 % seulement du territoire reçoit plus de 400 millimètres de pluie par an qui autorise une agriculture satisfaisante. En 2015, le pays est en situation de pénurie alimentaire structurelle.
Grâce au collectif de régénération naturelle gérée par les agriculteurs, plus de 5 millions d’hectares de terres au Niger présentent aujourd’hui des signes de régénération de la végétation en 2005 par rapport aux années 1970. La dégradation des terres a été nettement réduite, l’érosion diminuée, la fertilité augmentée et la productivité agricole améliorée de façon spectaculaire.
Certains animaux, comme les éléphants, les lions et les girafes, sont en danger de disparition en raison de la destruction de la forêt et du braconnage. Le dernier troupeau de girafes en liberté de toute l'Afrique de l'Ouest évolue dans les environs du village de Kouré, à 60 km de la capitale Niamey. D'autre part, un parc portant le nom de « parc national du W du Niger » (à cause des sinuosités du fleuve Niger à cet endroit) se trouve sur le territoire de trois pays : le Niger, le Bénin et le Burkina Faso. Dans le fleuve Niger, les hippopotames sont protégés et se multiplient au point de devenir menaçants pour les populations locales. À la tombée de la nuit, il n'est pas rare qu'ils viennent saccager les cultures du bord du fleuve.

## Démographie

Groupes ethniques :
Haoussas
Zarmas
Touaregs
Peuls
Kanouris
Toubous
Arabes
Gourmantchés

Forte de 3 millions d’habitants en 1960, la population du Niger est estimée à 20 millions d'habitants en 2018 et 26,3 millions en 2024,.
Les différentes ethnies sont :

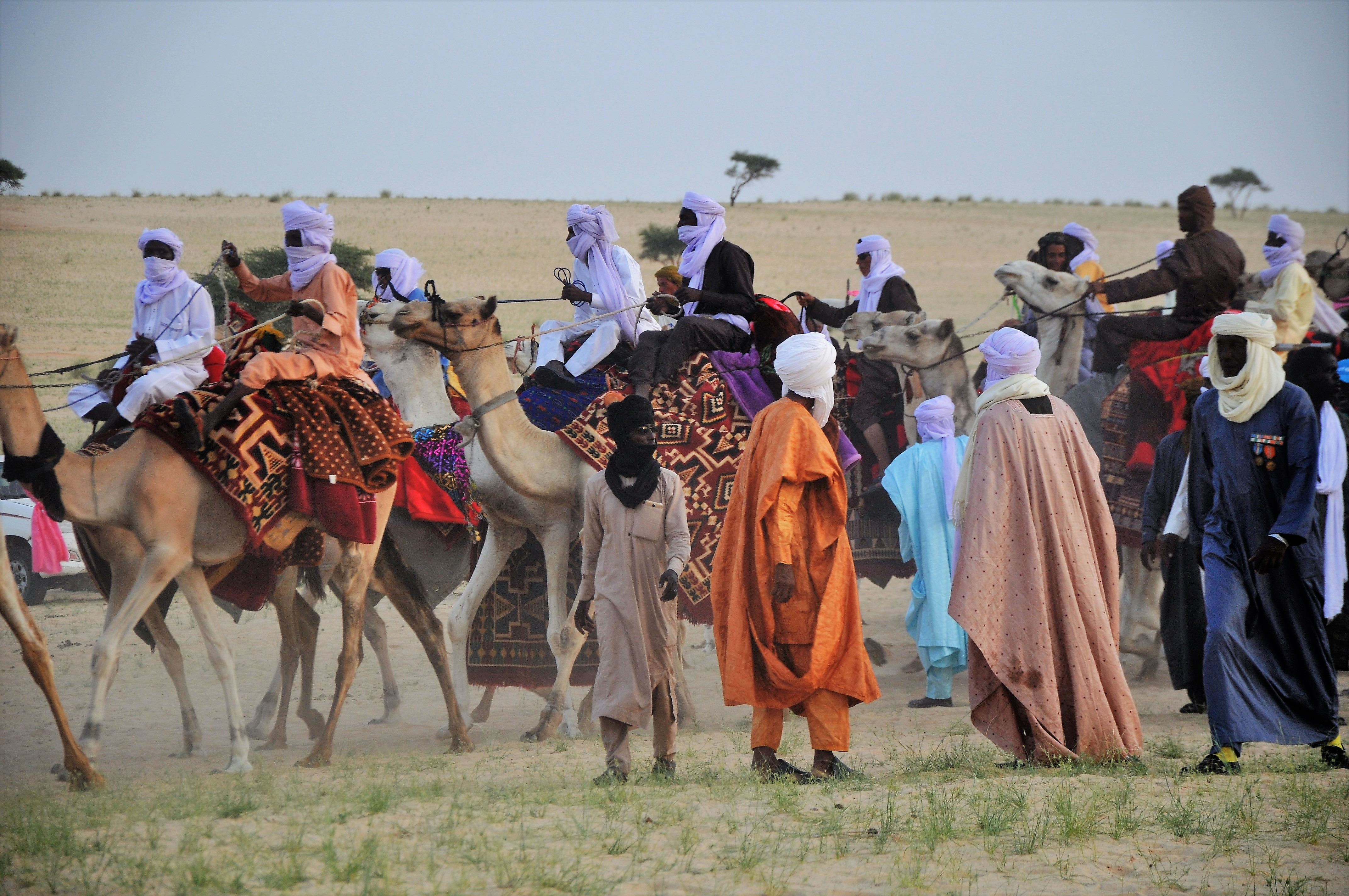
Toubous sur leurs chameaux

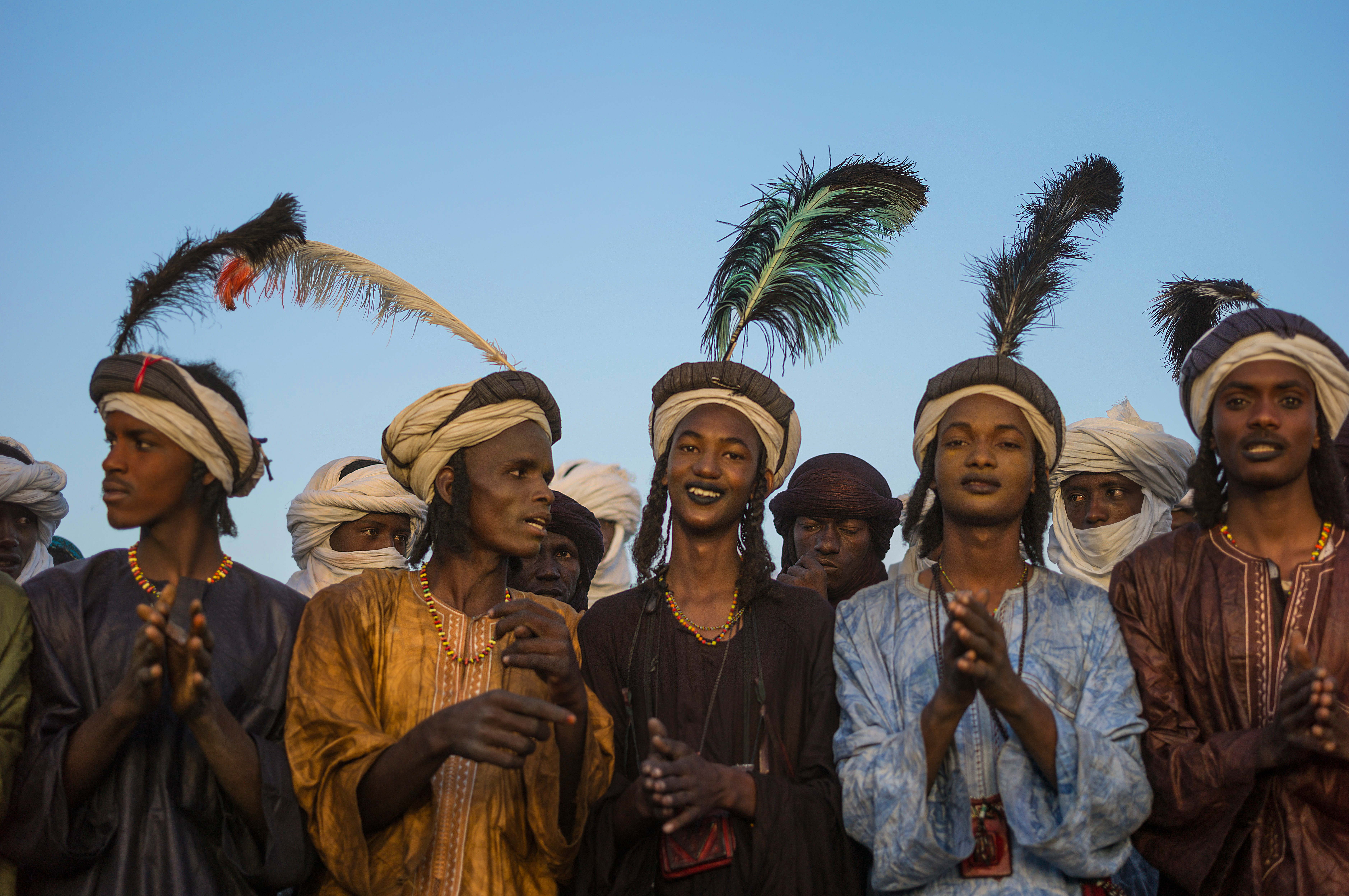
Wodaabes

- les Haoussas (55,4 % de la population), qui vivent dans la bande sud du pays, proche culturellement du Nord Nigeria ;
- les Zarmas-Songhaïs (22,4 %) vivant dans l'ouest du pays ;
- les Touaregs (11 %) ;
- les Peuls (6,5 %) répartis sur tout le territoire avec une forte concentration dans la région de Tillabéri ;
- les Kanouris (4,2 %) dans le sud-est, avec une présence dans le nord-est (ex-département de Bilma) ;
- les Gourmantchés (0,3 %) dans le Sud-Ouest du pays ;
- Les Toubous (0,8 %), répartis dans tout l'est nigérien ;
- les Arabes (0,4 %), répartis majoritairement dans l'est et le nord du pays, avec une forte communauté dans la capitale Niamey ;
- les Boudoumas, communauté présente sur les rives et les îles du Lac Tchad.

On estime que plus d'un tiers des femmes nigériennes vivent dans des unions polygames.

### Émigration
En 2015, l’Union européenne décide d'agir afin de stopper les migrants venus du sud. Réunis dans la capitale maltaise, les représentants des pays membres imaginent comment externaliser leur lutte contre l’immigration, avec l'aide de certains États africains. En échange d'une aide économique de quelques centaines de millions d'euros, les autorités nigériennes acceptent de rendre illégal le passage des migrants.
Depuis lors, toute personne permettant à un migrant d’entrer illégalement sur le territoire, ou d’en sortir, en échange d’un avantage financier ou matériel encourt une peine de cinq à dix ans de prison et une amende pouvant aller jusqu’à 5 millions de francs CFA (7 630 euros). Celui qui l’aide durant son séjour sans en tirer avantage — qui le loge, le nourrit, lui fournit des vêtements — s'expose à deux à cinq ans de prison.
Une simple présomption peut suffire à refouler une personne vers le sud du pays, parfois après un court passage en prison. D'après le rapporteur spécial des Nations unies sur les droits de l’homme des migrants : « Le manque de clarté du texte et sa mise en œuvre répressive — au lieu de chercher la protection des personnes — ont abouti à la criminalisation de toutes les migrations et ont poussé les migrants à se cacher, ce qui les rend plus vulnérables aux abus et aux violations des droits de l’homme », 

### Fécondité
Le pays possède le taux de fécondité le plus élevé au monde avec, en 2023, 6,68 enfants par femme en moyenne. En 2015, une personne sur deux a moins de 15 ans. Selon le Fonds des Nations unies pour l'enfance (Unicef), 30 % des filles sont mariées avant l'âge de 15 ans et 75 % avant 18 ans. Ces mariages ont souvent pour conséquence d'interrompre la scolarisation des filles. La charge de travail journalière de la femme rurale est de 16 à 18 heures et ne lui donne que bien peu de temps pour ses enfants. Près de 60 % des femmes pensent qu'il peut être justifié qu’un homme batte sa femme.
Cette démographie galopante s'explique autant par le poids des traditions patriarcales que par celui de la religion, mais aussi par l'idée que les enfants fournissent une main-d'œuvre agricole gratuite. Cependant, sous le coup de la pression démographique et du réchauffement climatique, les terres cultivables se font de plus en plus rares et ont moins de rendement[réf. nécessaire]. Alors que la population risque encore de doubler d'ici deux décennies, le gouvernement lance à la fin des années 2010 des programmes de sensibilisation à la contraception à destination des femmes. Selon un rapport publié en 2019, seule une fille sur deux va à l’école primaire, une sur 10 au collège et une sur 50 au lycée, tandis que la durée de la scolarité pour l'ensemble des enfants est en moyenne de dix-huit mois.

## Langues
La langue nationale du Niger est le haoussa.
Jusqu'en 2025, le français est la langue officielle du pays. Depuis 2025, le français est une « langue de travail ». Le Niger est membre de l'Assemblée parlementaire de la francophonie.
Le Niger compte onze langues parlées : haoussa, songhaï-zarma, tamajaq, peul, kanouri, arabe, gurmancema (gourmantché), tubu (toubou), buduma, tassawaq, tagdal,.
En 2010, les langues les plus parlées sont :
- le haoussa (47,2 %), langue chamito-sémitique, parlée en Afrique de l'Ouest et du Centre ;
- le zarma (18,2 %), langue nilo-saharienne ;
- le peulh (8,3 %), langue nigéro-congolaise ;
- le songhaï (5,2 %), langue nilo-saharienne ;
- l'amazigh (4,8 %), langue chamito-sémitique ;
- le kanouri (4,2 %), langue nilo-saharienne ;
- l'arabe algérien (3,4 %), langue chamito-sémitique ;
- le moré ou mossi (0,9 %), langue nigéro-congolaise ;
- le tamasheq (0,7 %), langue chamito-sémitique ;
- le dendi (0,5 %), langue nilo-saharienne.

Il convient d'ajouter aussi le gourmantché, le toubou et le boudouma qui sont des langues parlées également par une faible partie de la population. L’anglais est présent, car des Haoussas du Nigeria sont installés au Niger, et les échanges entre les deux pays sont importants.

## Religions

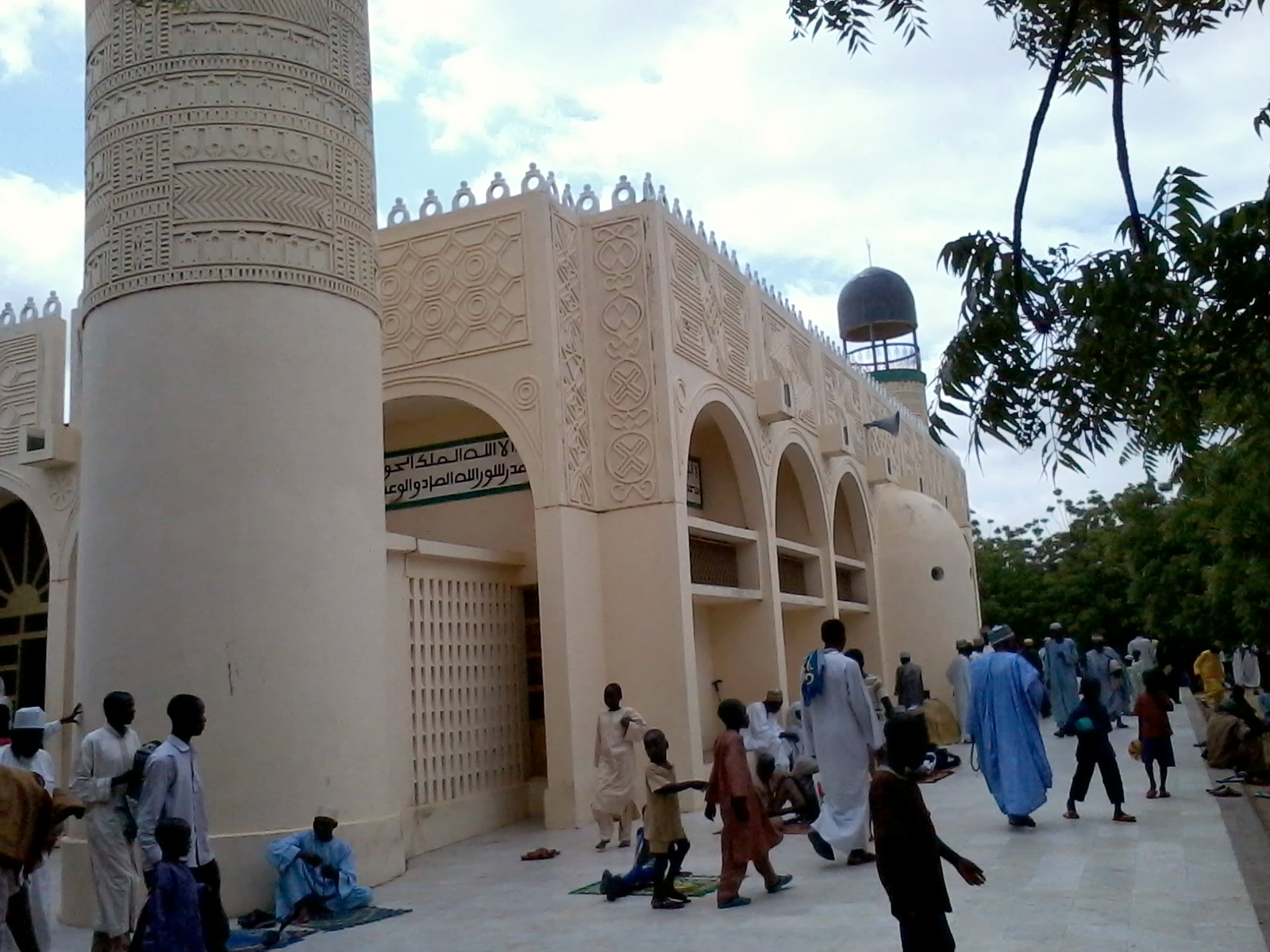
Mosquée Tchana de Maradi.

Le Niger est un État séculier dont la société est composée de 95 à 99 % de musulmans,,. Le Niger est un pays membre de l'Organisation de la coopération islamique. Au moins 95 % des musulmans sont catégorisés comme sunnites et 5 à 7 % sont chiites,,. De plus, 47 % sont membres d'une fraternité soufie, principalement la Tijaniyya soufie,. Le reste de la société est composé de chrétiens et d'animistes.
Le christianisme a une faible implantation au Niger du fait de l'islamisation ancienne des différentes régions et de la venue tardive de missionnaires chrétiens durant la colonisation du pays. Les populations chrétiennes du Niger se trouvent en grande partie dans la région de Doutchi et Téra qui concentre également une forte communauté animiste. Les chrétiens, surtout catholiques, sont souvent désignés par l'appellation « créoles », en référence à la colonisation française, car dans le pays, l'islam s'apparente à un caractère identitaire, surtout pendant la période de la décolonisation. En 2020, on compte au Niger entre 0,3 et 2 % de chrétiens, catholiques et protestants,. Il y a à Niamey une église catholique et un temple protestant. Les animistes sont environ 4 % de la population.

## Éducation

### Scolarisation
L'éducation au Niger, ou système éducatif nigérien, concerne l'ensemble des institutions publiques et privées du Niger ayant pour fonction d'assurer et de développer le système éducatif sur l'ensemble du territoire du pays.
Le système scolaire nigérien est en majorité public, laïc et il est obligatoire de l'âge de 6 ans jusqu'à 16 ans. Il est en partie inspiré du modèle éducatif français.
Le taux de scolarisation était de 63,2 % au primaire en 2012 dans l’ensemble du pays, dont 57,6 % chez les filles. Les jeunes filles ont beaucoup de difficultés à avoir accès à l'éducation malgré l’aide de l’UNICEF ou d'autres groupes d’aide. Le Niger a un taux d'alphabétisation de 30,11 % en 2012 et le taux d’analphabètes atteignait 89 % en 2001. Le gouvernement a fait plusieurs campagnes de sensibilisation avec l’aide d’autres pays.
Vu l’inégalité de la répartition des populations sur le territoire, chacune des huit régions doit trouver la solution à ce problème.

### Enseignement supérieur
Le Niger compte plusieurs universités :  les universités Abdou-Moumouni, d'Agadez, de Diffa, de Dosso, de Say, Dan Dicko Dankoulodo de Maradi, de Maradi, de Tahoua, de Tillabéri, de Zinder et la Maryam Abacha American University Niger (en).

## Économie

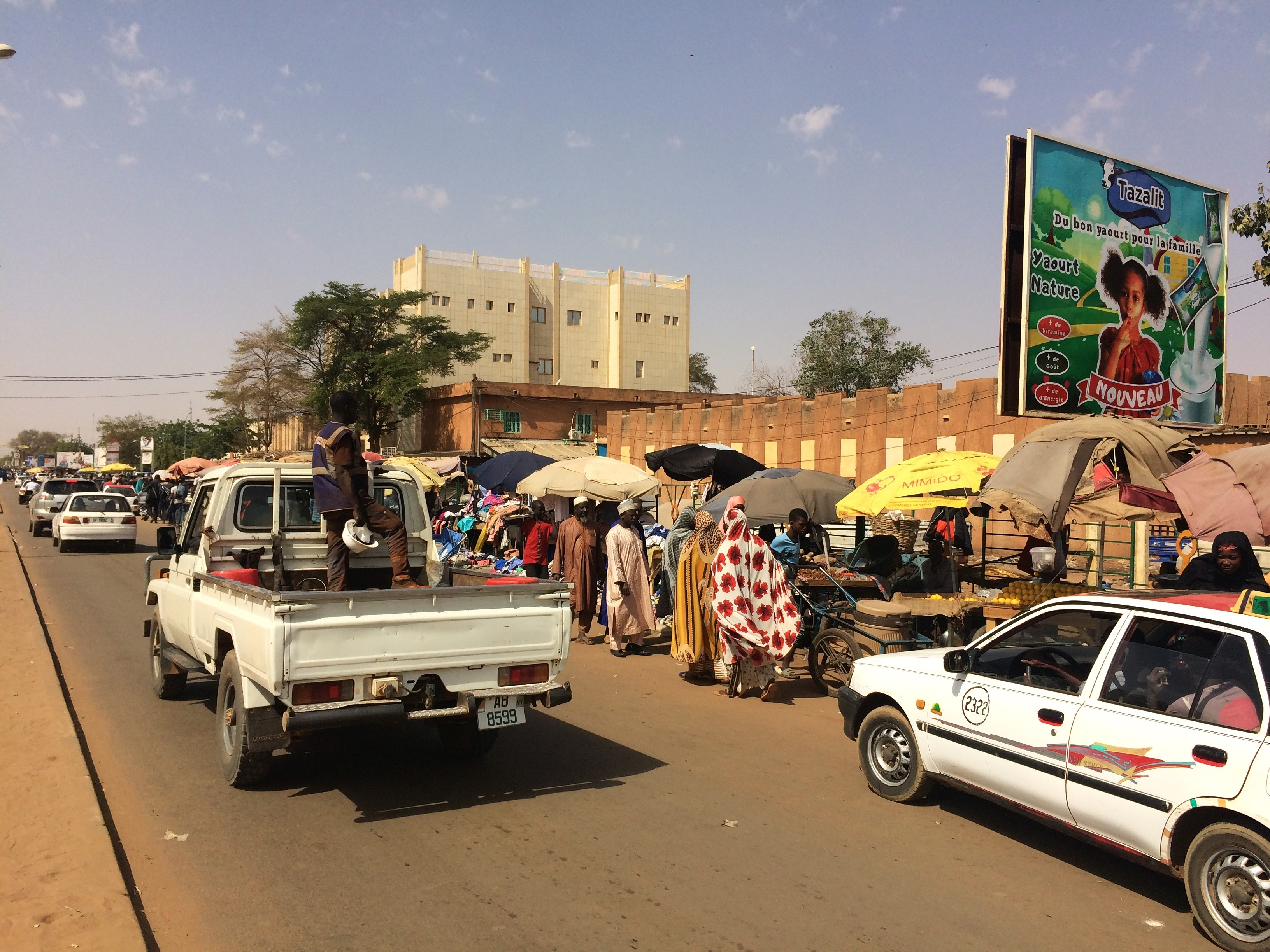
Scène sur l'avenue Mali Béro (Rue RF-34) dans la partie est de Niamey, capitale du Niger

Le Niger partage une monnaie commune, le franc CFA, et une banque centrale commune, la Banque centrale des États de l'Afrique de l'Ouest (BCEAO), avec sept autres membres de la Communauté économique des États de l'Afrique de l'Ouest.
Le Niger est également membre de l'Organisation pour l'harmonisation en Afrique du droit des affaires (OHADA).
Le Niger est membre de l'Union économique et monétaire ouest-africaine.
En décembre 2000, le Niger a été qualifié pour un allégement renforcé de la dette dans le cadre de l'initiative pays pauvres très endettés du Fonds monétaire international (FMI) et a conclu un accord avec le Fonds dans le cadre de la facilité pour la réduction de la pauvreté et la croissance (en) (FRPC).
Dès décembre 2004, l'ONU avertit d'une probable famine pour 2005, provoquée par la sécheresse et les invasions de criquets. Plus de trois millions de personnes, environ 30 %  de la population nigérienne est affectée par la pénurie alimentaire.
En décembre 2005, le Niger a obtenu l'annulation de la dette multilatérale du FMI, ce qui se traduit par l'annulation d'environ 86 millions de dollars de dettes envers le FMI, à l'exclusion de l'aide restante au titre de l'initiative pays pauvres très endettés.
Près de la moitié du budget du gouvernement provient des ressources de donateurs étrangers.
La croissance future pourrait être soutenue par l'exploitation du pétrole, de l'or, du charbon et d'autres ressources minérales. Les prix de l'uranium se sont quelque peu redressés au cours des dernières années. Une sécheresse et une infestation de criquets pèlerins en 2005 ont entraîné des pénuries alimentaires pour au moins 2,5 millions de Nigériens.
Le produit intérieur brut du Niger a connu une augmentation de 2 % en 2009. Il était de 10,45 milliards de dollar US à cette même date. L'agriculture occupait 39 %, le secteur tertiaire 44 % et le secteur industriel 17 % du PIB en 2001. L'agriculture est aussi le secteur économique qui mobilise le plus de population (90 %). Le PIB par habitant est de 1 200 dollars US. En 2024, le Niger est classé en 132e position pour l'indice mondial de l'innovation.
La croissance économique devrait atteindre 6,5 % en 2022 puis 7,2 % en 2023 (après une baisse en 2021) grâce à l'agriculture selon les perspectives économiques de la Banque africaine de développement (BAD). En 2023, le Niger devrait commencer à exporter du pétrole brut.

### Évolution du PIB
Toutes les valeurs du PIB sont données en dollars américains (parité de pouvoir d'achat).
| Année | PIB (Milliard $) | PIB /personne | Croissance du PIB | Inflation (%) | Dette (% BIP) |
| ----- | ---------------- | ------------- | ----------------- | ------------- | ------------- |
| 1980  | 4,07             | 703           | 4,9 %             | 7,3 %         | …             |
| 1985  | 4,62             | 674           | 7,7 %             | −1,0 %        | …             |
| 1990  | 6,11             | 762           | −1,3 %            | −2,0 %        | …             |
| 1995  | 7,33             | 773           | 2,5 %             | 10,9 %        | 69 %          |
| 2000  | 8,78             | 774           | −1,2 %            | 2,9 %         | 82 %          |
| 2005  | 12,19            | 895           | 7,3 %             | 7,8 %         | 49 %          |
| 2006  | 13,31            | 941           | 5,9 %             | 0,1 %         | 18 %          |
| 2007  | 14,10            | 960           | 3,1 %             | 0,1 %         | 18 %          |
| 2008  | 15,48            | 1.016         | 7,7 %             | 11,3 %        | 14 %          |
| 2009  | 15,89            | 1.003         | 2,0 %             | 4,3 %         | 16 %          |
| 2010  | 17,46            | 1.061         | 8,4 %             | −2,8 %        | 15 %          |
| 2011  | 18,25            | 1.066         | 2,4 %             | 2,9 %         | 15 %          |
| 2012  | 20,57            | 1.156         | 10,5 %            | 0,5 %         | 18 %          |
| 2013  | 20,82            | 1.125         | 5,3 %             | 2,3 %         | 20 %          |
| 2014  | 21,91            | 1.139         | 6,6 %             | −0,9 %        | 22 %          |
| 2015  | 22,91            | 1.145         | 4,4 %             | 1,0 %         | 30 %          |
| 2016  | 23,87            | 1.149         | 5,7 %             | 0,2 %         | 33 %          |
| 2017  | 25,14            | 1.164         | 5,0 %             | 0,2 %         | 36 %          |
| 2018  | 25,14            | 1.229         | 7,2 %             | 2,7 %         | 39 %          |
| 2019  | 29,74            | 1.276         | 5,9 %             | −2,5 %        | 40 %          |
| 2020  | 31,19            | 1.289         | 3,6 %             | 2,9 %         | 45 %          |
| 2021  | 32,92            | 1.310         | 1,3 %             | 3,8 %         | 51 %          |

### Agriculture
Dans la région du Sahara nigérien, l'agriculture irriguée n'est possible que dans les oasis, par exemple dans le massif de l'Aïr.
Seule l'étroite bande le long de la frontière nigériane se trouve dans la zone sahélienne et est donc adaptée à l'agriculture pluviale. La saison des pluies est extrêmement courte, un peu moins de trois à quatre mois. De plus, la saison des pluies se caractérise par une forte variabilité des précipitations.
La majorité de la production agro-sylvo-pastorale est destinée à assurer la sécurité alimentaire des ménages. Même si le mil est la céréale la plus consommée au Niger, le sorgho, le riz, le maïs et le blé sont aussi cultivés à grande échelle dans le pays.
De même, les productions de manioc et patate douce ainsi que du niébé occupent d'importantes superficies suivies par l'arachide.
Le coton, le sésame, le souchet et les fruits, l'oignon ou le poivron.
Les produits agricoles ne sont cultivés que dans des bassins fluviaux en culture irriguée.
Le bétail sur pied demeure la plus importante filière du secteur de l'élevage. La sous-filière viande tributaire du bétail sur pied est destinée à la consommation locale, et seulement de modestes quantités font l'objet d'exportation vers les pays d'Afrique de l'Ouest comme le Nigéria et la Côte d'Ivoire
Un problème récurrent est la déforestation à grande échelle et l'élimination presque complète du matériel végétal après la récolte, de sorte que les terres arables ne sont plus protégées du soleil et que l'effet fertilisant du matériel végétal en décomposition est absent, les sols sont appauvris.
Ce problème a été contrecarré par le verdissement systématique depuis le milieu des années 1980. La plantation de l'espèce d'acacia albida a été particulièrement utile.
En 2006, trois millions d'hectares de terres avaient été reverdis, dont 250 000 hectares peuvent déjà être à nouveau utilisés pour l'agriculture.
Dans ces zones, les précipitations ont augmenté de 10 à 20 % de 1982 à 1999.

### Extraction minière
Les exportations vers la France de l'uranium des mines d'Arlit ont longtemps constitué une part importante du revenu extérieur du pays. En janvier 2009, le gouvernement du Niger et la présidente du directoire d'Areva signent une convention minière stratégique accordant au groupe nucléaire français un permis d'exploitation sur le gisement d'Imouraren, présentée par Areva comme la « mine d'uranium la plus importante de toute l'Afrique et la deuxième du monde » derrière celle de McArthur River au Canada. Quand la mine tournera à plein régime, le Niger deviendra alors le deuxième producteur mondial d'uranium.
Les mines de charbon de la région de Tchirozérine sont exploitées à ciel ouvert.

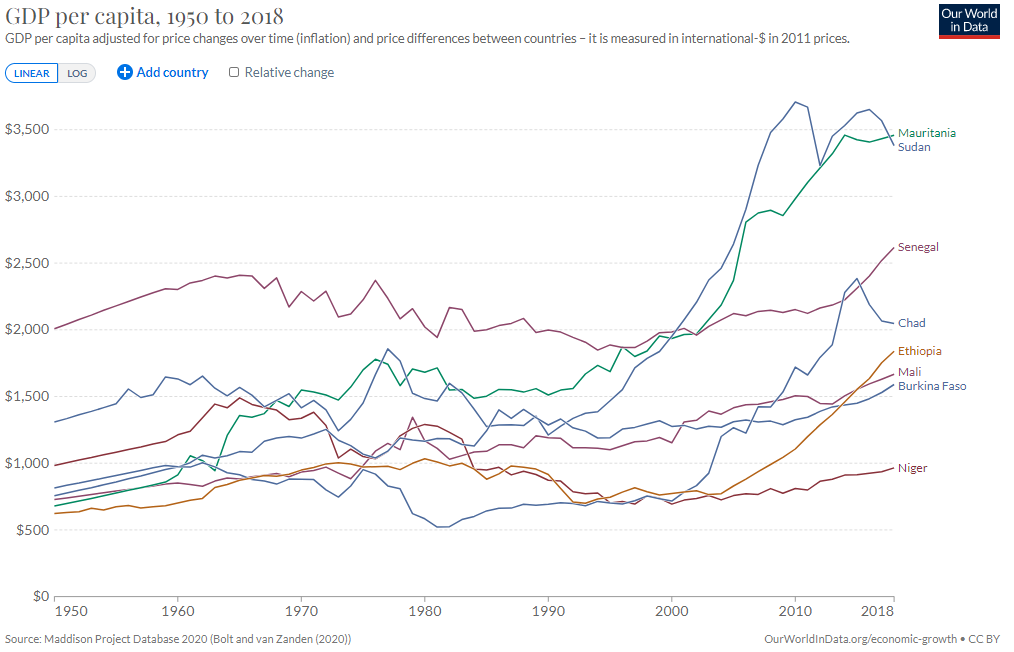
Développement du PIB par habitant des pays du Sahel.

Le Niger dispose de plusieurs réserves de pétrole. La région d'Agadez, Zinder, Tahoua et Diffa regorge le pétrole. Selon l'Agence d'information sur l'énergie (EIA), la production a démarré fin 2011. En 2012, la production était de 20 000 barils par jour. En 2014 elle devrait atteindre 80 000 barils par jour. Sauf que la production est restée à 20 000 barils par jour. Mais avec la construction en cours du pipeline devant relier le Bénin, le Niger ambitionne de produire 200 000 barils par jour d'ici 2025. Ce qui lui permettra de passer à une croissance à deux chiffres. Les recettes pétrolières représenteront selon les estimations le quart du PIB.
Bien que le Niger soit l'un des plus importants producteurs d'uranium au monde, il figure dans les derniers de la planète en matière de développement humain (189e sur 191 en 2021) d'après l'ONU.
En plus de l'uranium, des sociétés étrangères ont été autorisées à prospecter d'autres ressources dans le désert, comme le Canadien SEMAFO qui exploite une mine d'or. Depuis la fin des années 1990, les « compagnies juniors » canadiennes, qui ont investi dans plus de 8 000 propriétés minières, dans plus de 100 pays, pour la plupart encore à l'état de projet multiplient les contrats avec des pays africains. La pauvreté minant le pays et le gouvernement refusant d'investir pleinement dans les zones sous le contrôle des Touaregs, les nomades se sont révoltés.
En juin 2025, le régime militaire du Niger annonce la nationalisation de la Somaïr une filiale d'Orano.

## Transports et infrastructures
Par manque d'infrastructures de qualité et de masse, le tourisme est peu développé. Certaines routes « goudronnées » ne sont pas entretenues (accidents fréquents). Il existe une voie ferrée en cours de réalisation et seulement deux aéroports internationaux à Niamey et à Agadez. Seule la partie nord est un peu ouverte aux touristes recherchant le désert.

### Transport ferroviaire
Avant les années 2010, il n'y avait pas de chemin de fer dans le pays. Le Niger est impliqué dans des projets qui relieraient le pays au réseau ferroviaire ouest-africain. L'Union européenne, la France et le millionnaire minier roumain Frank Timiș ont lançé un projet ferroviaire qui relierait Niamey à Ouagadougou, la capitale du Burkina Faso. Le projet a commencé à être préparé en 2013.
Un autre projet ferroviaire relierait Niamey à la ville portuaire béninoise de Cotonou. Les présidents du Bénin et du Niger ont signé un accord en la matière en mars 2014. L'inauguration du projet ferroviaire a eu lieu à Niamey le 7 avril 2014 en présence des présidents du Niger, du Togo et du Bénin.

### Transport routier
Deux routes transafricaines traversent le Niger :
- Route transsaharienne, Alger (Algérie) — Lagos (Nigeria) ;
- Route trans-sahélienne, Dakar (Sénégal) — N'Djaména (Tchad).

Le réseau routier se développe rapidement. La densité routière par région (nombre de km aménagés pour 1 000 km2) est :
| Régions   | 2016   | 2017   | 2018   | 2019   | 2020   |
| --------- | ------ | ------ | ------ | ------ | ------ |
| Agadez    | 2,18   | 2,19   | 2,19   | 2,29   | 2,19   |
| Diffa     | 2,51   | 2,51   | 2,51   | 2,51   | 2,51   |
| Dosso     | 67,13  | 67,51  | 67,65  | 71,58  | 71,76  |
| Maradi    | 38,19  | 39,20  | 39,56  | 41,50  | 42,16  |
| Tahoua    | 19,78  | 21,58  | 21,76  | 23,78  | 23,81  |
| Tillabéri | 31,96  | 32,09  | 32,08  | 32,84  | 32,84  |
| Zinder    | 13,33  | 13,54  | 13,57  | 13,64  | 14,13  |
| Niamey    | 321,57 | 323,14 | 323,14 | 323,14 | 323,14 |
| Niger     | 10,44  | 10,68  | 10,72  | 11,21  | 11,23  |
| Source    |        |        |        |        |        |

### Transport aérien
Le Niger compte 27 aéroports, dont dix ont des pistes goudronnées et trois ont des pistes de plus de 2 500 mètres de long. Niamey est le véritable centre du trafic international, mais il y a aussi des vols d'Agadez à Paris.

### Transport fluvial
Le fleuve Niger est navigable sur 300 km au Niger. Les périodes durant lesquelles il est navigable varient selon les biefs : de Niamey jusqu'à Gaya de septembre à mars. Toutefois, l'ensablement menace le transport fluvial.

## Culture

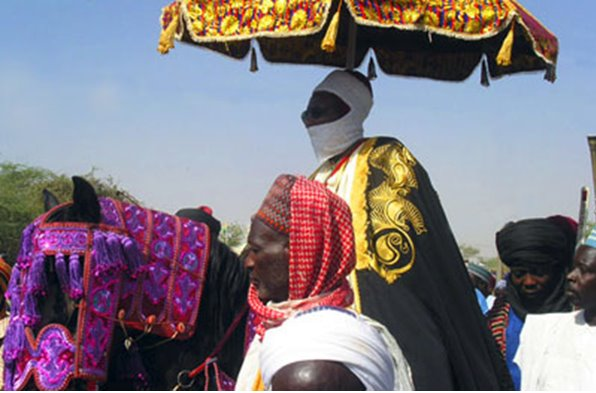
Festival Hawan Sallah Zinder.

La force de la cohésion sociale au Niger, c'est sans doute la « parenté à plaisanterie » ou « cousinage à plaisanterie » qui permet aux différents groupes de se critiquer entre eux sans heurt. C'est un excellent moyen de résorber les problèmes interethniques et cela fait de la société nigérienne une société tolérante.
Le réseau des bibliothèques de lecture publique du Niger comprend environ une trentaine de bibliothèques. À cela s'ajoute, le réseau des bibliothèques universitaires.

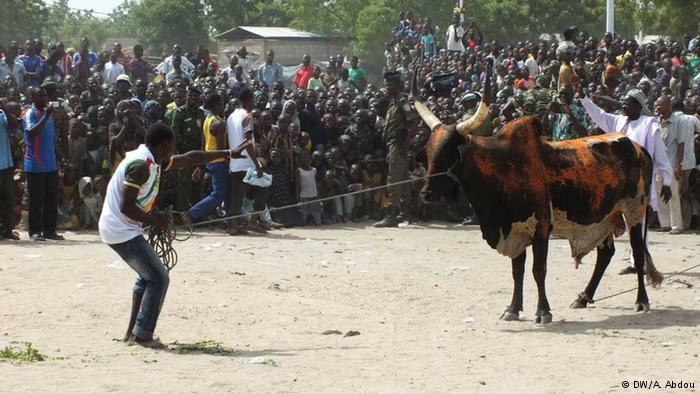
Hawan Kaho a Maradi.

Le gouvernement publie le quotidien Le Sahel.

### Arts et archéologie

#### Musique
- Toumast, groupe de musique ;
- Oyiwan, groupe de musique ;
- Hip-hop nigérien.

#### Paléontologie et archéologie
Le Niger est riche de vestiges paléontologiques et archéologiques, parfois remarquables. Plusieurs cimetières de dinosaures sont disséminés dans le désert, notamment un site près de la falaise de Tiguidit au sud d'Agadez. De nombreux squelettes et fossiles d'animaux ont été découverts. Le musée national Boubou-Hama de Niamey comprend un pavillon réservé à ce thème.
Le massif de l'Aïr (Nord du pays) et le désert du Ténéré abritent de nombreuses gravures rupestres, comme les girafes de Dabous. Il n'est pas rare, dans le désert, de traverser des sites recouverts de pointes de flèche en silex. Les populations nomades locales (essentiellement des touaregs) peuvent essayer d'en vendre aux touristes. Les textes législatifs sont clairs. Pour tenter d'empêcher tout trafic, la sortie du pays de ces pièces est formellement interdite.
Dans le Sud-Ouest du pays, près du village de Bura, des archéologues ont exhumé des sculptures en terre cuite. Découvert en 1983, le site a été inscrit par le Conseil international des musées (ICOM) sur la liste rouge des vestiges archéologiques menacés de pillage.

### Ordres et décorations
Ordres nationaux :
- Ordre national du Niger ;
- Ordre du Mérite.

Ordres ministériels/spécifiques :
- Ordre des Palmes académiques ;
- Ordre du Mérite agricole.

### Jours fériés
- 1er janvier : Jour de l'an ;
- 24 avril : Journée de la Concorde ;
- 1er mai : Fête du Travail ;
- 26 juillet : Fête légale (afin de commémorer tous les ans l'arrivée des militaires au pouvoir par un coup d'État à l'été 2023) ;
- 3 août : Fête de l'Indépendance (anniversaire de l'indépendance obtenue en 1960. Aussi appelée Fête de l'Arbre, la tradition voulant que chaque Nigérien plante un arbre en vue de lutter contre la désertification du pays) ;
- 18 décembre : Jour de la République.

Il y a également des jours fériés religieux :
- 25 décembre : Noël ;

- fête de l'Aïd el-Fitr (fête célébrant la fin du Ramadan) ;
- lendemain de la nuit du Destin ;
- nouvel an musulman ;
- tabaski ou Aïd el-Kebir (fête du sacrifice).